# Pinnacolo (gioco)
Il Pinnacolo è un gioco di carte diffuso in Italia negli anni trenta, probabilmente come derivazione di un gioco inglese chiamato pinochle.

## Regole
Occorrono mazzi di carte da ramino, carta e matita. È necessario togliere dai mazzi tutte le carte dal 2 all'8, in modo da avere solo gli assi, i re, le regine, i fanti, i dieci ed i nove.
Il mazziere, estratto a sorte in precedenza, dà dodici carte a testa, distribuendole a gruppi di tre o quattro.

La venticinquesima carta viene messa come seme di atout, cioè come seme predominante, quindi questa carta viene coperta per metà dal resto del mazzo.
Quando un avversario chiede quante carte ha.... l'avversario deve rispondere obbligatoriamente.
Vince una mano chi dei due giocatori ha un punteggio maggiore.
L'atout vince sulle altre carte e a parità di atout vince l'atout maggiore.
Comincia la prima mano chi non ha fatto le carte, scartando una carta, ma facendo in modo che l'altro non possa prenderla facilmente.

Le mani successive saranno cominciate da chi ha preso in quella immediatamente precedente, il quale dovrà anche pescare la carta superiore del mazzo, mentre il perdente pesca quella successiva.
I giocatori devono cercare di prendere le carte dell'avversario, tenendo presente i seguenti punteggi:
- ogni 1 vale 1;
- ogni 10 vale 1 punti;
- ogni re vale 1;
- ogni regina ne vale 0;
- ogni fante ne vale 0.

Inoltre in base alle carte che un giocatore ha, il giocatore che prende può fare, per ogni mano, una delle seguenti dichiarazioni:
- se il giocatore ha: asso, dieci, re, regina e fante del seme di atout, segna 15 punti.
- se ha re e regina del seme di atout, segna 4 punti (Matrimonio reale).
- se ha re e regina di un altro seme, guadagna 2 punti (Matrimonio comune).
- se ha regina di picche e fante di quadri, fa "Pinnacolo" e riceve 4 punti.
- se ha il 9 di Atout, fa "Dis" e riceve 1 punto.
- se ha quattro 1 di semi diversi, segna 10 punti.
- se ha 4 re di semi diversi, segna 8 punti.
- se ha 4 regine di semi diversi, segna 6 punti.
- se ha 4 fanti di semi diversi, segna 4 punti.

Le dichiarazioni dei propri punteggi devono essere fatte tra una mano e l'altra, cioè tra il momento in cui si prendono le carte e quello in cui si pescano.
Il giocatore deve dichiarare almeno una carta tra quelle da lui possedute.
La dichiarazione avviene nel seguente modo:
il giocatore che dichiara una certa carta o un certo punteggio, mette questa o queste carte scoperte davanti a sé, ma non le gioca.

Resteranno lì in attesa poi di giocarle a suo piacere.
È possibile poi dichiarare due volte una stessa carta, ma solo se ognuna delle due dichiarazioni appartiene ad un tipo diverso, oppure se, all'interno dello stesso tipo, la prima ha valore inferiore alla seconda.
Ad esempio un giocatore ad una mano può dichiarare il re e la regina del seme di atout, prendendosi i 40 punti.
Alla mano successiva può dichiarare ancora le stesse carte, se però ha anche l'asso, il 10 e il fante di atout, nel qual caso si segnerà anche i 150 punti. Ma ciò non avviene al contrario.
Per quanto riguarda il "Dis", se esso è anche carta di atout, allora il mazziere guadagna subito 10 punti.

Se invece un giocatore lo pesca o lo ha in mano, al momento della presa col "Dis" egli può decidere di sostituirlo con la carta di atout.

Quando finiscono le carte del mazzo, ed i giocatori prendono le ultime due carte, il giocatore che prende quella coperta deve farla vedere all'avversario. Inoltre costui può dichiarare, se è in grado di farlo.
Da questo momento in poi le regole cambiano leggermente:
1. I giocatori devono sempre rispondere a seme, oppure, in mancanza di carte di ugual seme, con una carta di atout.
2. Tutti i punteggi che valevano prima 7, 8 e 9 ora vengono portati a 10.
3. Chi fa l'ultima presa guadagna 1PT.